# Bielorrússia nos Jogos Olímpicos de Verão de 2008
A Bielorrússia competiu nos Jogos Olímpicos de Verão de 2008, em Pequim, na China. O país estreou nos Jogos em 1996 e esta foi sua quarta participação.

## Medalhas

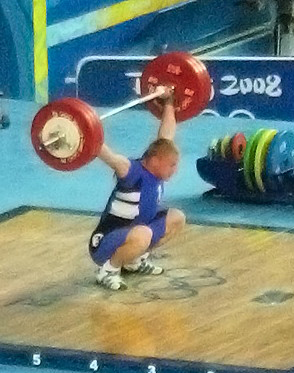
Andrey Rybakov conquistou a medalha de prata na categoria até 85 kg do halterofilismo.

| Atleta | Esporte           | Evento                         | Medalha |
| --- | ----------------- | ------------------------------ | ------- |
| Andrei Aramnau                                                                                            | Halterofilismo    | Até 105 kg masculino           | Ouro    |
| Aksana Miankova                                                                                           | Atletismo         | Arremesso de martelo feminino  | Ouro    |
| Andrei Bahdanovich Aliaksandr Bahdanovich                                                                 | Canoagem          | C-2 1000 m masculino           | Ouro    |
| Raman Piatrushenka Aliaksei Abalmasau Artur Litvinchuk Vadzim Makhneu                                     | Canoagem          | K-4 1000 m masculino           | Ouro    |
| Vadim Devyatovskiy[a]                                                                                     | Atletismo         | Arremesso de martelo masculino | Prata   |
| Natallia Mikhnevich                                                                                       | Atletismo         | Arremesso de peso feminino     | Prata   |
| Andrey Rybakov                                                                                            | Halterofilismo    | Até 85 kg masculino            | Prata   |
| Andrei Krauchanka                                                                                         | Atletismo         | Decatlo masculino              | Prata   |
| Inna Zhukova                                                                                              | Ginástica rítmica | Individual geral               | Prata   |
| Nastassia Novikava                                                                                        | Halterofilismo    | Até 53 kg feminino             | Bronze  |
| Ekaterina Karsten                                                                                         | Remo              | Skiff simples feminino         | Bronze  |
| Yuliya Bichyk Natallia Helakh                                                                             | Remo              | Dois sem feminino              | Bronze  |
| Ivan Tsikhan[a]                                                                                           | Atletismo         | Arremesso de martelo masculino | Bronze  |
| Andrei Mikhnevich                                                                                         | Atletismo         | Arremesso de peso masculino    | Bronze  |
| Nadzeya Ostapchuk                                                                                         | Atletismo         | Arremesso de peso feminino     | Bronze  |
| Mikhail Siamionau                                                                                         | Lutas             | Livre até 66 kg masculino      | Bronze  |
| Murad Gaidarov                                                                                            | Lutas             | Livre até 74 kg masculino      | Bronze  |
| Vadzim Makhneu Raman Piatrushenka                                                                         | Canoagem          | K-2 500 m masculino            | Bronze  |
| Olesya Babushkina Anastasia Ivankova Zinaida Lunina Glafira Martinovich Ksenia Sankovich Alina Tumilovich | Ginástica rítmica | Equipes                        | Bronze  |

a As medalhas de prata e bronze conquistadas na prova do arremesso de martelo masculino por Devyatovskiy e Tsikhan foram anuladas pelo Comitê Olímpico Internacional em 11 de dezembro de 2008 após o exame antidoping confirmar a presença de testosterona exógena (não produzida pelo corpo). Porém em junho de 2010 a decisão foi revertida no Tribunal Arbitral do Esporte, que considerou que os testes de doping não foram realizados adequadamente.

## Desempenho

### Atletismo
A Bielorrússia selecionou 50 atletas para as competições do atletismo olímpico.
Masculino
| Atletas                | Evento                | Preliminares | Preliminares | Quartas     | Quartas     | Semifinal   | Semifinal   | Final         | Final             |
| Atletas                | Evento                | Marca        | Posição      | Marca       | Posição     | Marca       | Posição     | Marca         | Posição           |
| ---------------------- | --------------------- | ------------ | ------------ | ----------- | ----------- | ----------- | ----------- | ------------- | ----------------- |
| Maksim Lynsha          | 110 m com barreiras   | 13s86        | 33º          | Não avançou | Não avançou | Não avançou | Não avançou | Não avançou   | Não avançou       |
| Andrei Gordeev         | Maratona              |              |              |             |             |             |             | Não completou | Não completou     |
| Ivan Trotskiy          | 20 km marcha atlética |              |              |             |             |             |             | 1h22m55s      | 22º               |
| Siarhei Charnou        | 20 km marcha atlética |              |              |             |             |             |             | 1h29m38s      | 44º               |
| Dzianis Simanovich     | 20 km marcha atlética |              |              |             |             |             |             | 1h23m53s      | 28º               |
| Andrei Stepanchuk      | 50 km marcha atlética |              |              |             |             |             |             | 4h14m09s      | 43º               |
| Dzmitry Platnitski     | Salto triplo          | 16,51 m      | 27º          |             |             |             |             | Não avançou   | Não avançou       |
| Andrei Mikhnevich      | Arremesso de peso     | 20,48 m      | 3º           |             |             |             |             | 21,05 m       | Medalha de bronze |
| Pavel Lyzhyn           | Arremesso de peso     | 20,36 m      | 7º           |             |             |             |             | 20,98 m (PB)  | 5º                |
| Yury Bialou            | Arremesso de peso     | 20,12 m      | 11º          |             |             |             |             | 20,06 m       | 10º               |
| Dzmitry Sivakou        | Arremesso de disco    | 61,75 m      | 15º          |             |             |             |             | Não avançou   | Não avançou       |
| Ivan Tsikhan           | Arremesso de martelo  | 79,26 m      | 4º           |             |             |             |             | 81,51 m       | Medalha de bronze |
| Vadim Devyatovskiy     | Arremesso de martelo  | 76,95 m      | 9º           |             |             |             |             | 81,61 m       | Medalha de prata  |
| Valeriy Sviatokha      | Arremesso de martelo  | 74,41 m      | 17º          |             |             |             |             | Não avançou   | Não avançou       |
| Uladzimir Kazlou       | Lançamento de dardo   | 80,06 m      | 8º           |             |             |             |             | 82,06 m (PB)  | 8º                |
| Andrei Krauchanka      | Decatlo               |              |              |             |             |             |             | 8551 pts      | Medalha de prata  |
| Aliaksandr Parkhomenka | Decatlo               |              |              |             |             |             |             | 7838 pts      | 17º               |
| Mikalai Shubianok      | Decatlo               |              |              |             |             |             |             | 7906 pts      | 16º               |

Feminino
| Atletas                                                                        | Evento                | Preliminares                                             | Preliminares | Quartas     | Quartas     | Semifinal   | Semifinal   | Final                                               | Final             |
| Atletas                                                                        | Evento                | Marca                                                    | Posição      | Marca       | Posição     | Marca       | Posição     | Marca                                               | Posição           |
| ------------------------------------------------------------------------------ | --------------------- | -------------------------------------------------------- | ------------ | ----------- | ----------- | ----------- | ----------- | --------------------------------------------------- | ----------------- |
| Yulia Nestsiarenka                                                             | 100 metros            | 11s40                                                    | 19º          | 11s14       | 8º          | 11s26       | 10º         | Não avançou                                         | Não avançou       |
| Sviatlana Usovich                                                              | 800 metros            | 2m00s42                                                  | 15º          |             |             | 2m02s79     | 23º         | Não avançou                                         | Não avançou       |
| Volha Krautsova                                                                | 5000 metros           | 15m21s85                                                 | 20º          |             |             |             |             | Não avançou                                         | Não avançou       |
| Oxana Juravel                                                                  | 3000 m com obstáculos | 10 m04s38                                                | 43º          |             |             |             |             | Não avançou                                         | Não avançou       |
| Katsiaryna Paplauskaya                                                         | 100 m com barreiras   | 13s39                                                    | 31º          | Não avançou | Não avançou | Não avançou | Não avançou | Não avançou                                         | Não avançou       |
| Yulia Nestsiarenka Aksana Drahun Nastassia Shuliak Anna Bagdanovich            | Revezamento 4x100 m   | 43s69 (SB)                                               | 9º           |             |             |             |             | Não avançou                                         | Não avançou       |
| Anna Kozak Iryna Khliustava Ilona Usovich Sviatlana Usovich Yulyana Yushchanka | Revezamento 4x400 m   | Yushchanka Khliustava I. Usovich S. Usovich 3m22s78 (SB) | 3º           |             |             |             |             | Kozak Khliustava I. Usovich S. Usovich 3m21s85 (NR) | 4º                |
| Ryta Turava                                                                    | 20 km marcha atlética |                                                          |              |             |             |             |             | 1h28m26s                                            | 10º               |
| Elena Ginko                                                                    | 20 km marcha atlética |                                                          |              |             |             |             |             | Desclassificada                                     | Desclassificada   |
| Sniazhana Yurchanka                                                            | 20 km marcha atlética |                                                          |              |             |             |             |             | 1h35m33s                                            | 32º               |
| Volha Sergeenka                                                                | Salto em distância    | 6,25 m                                                   | 32º          |             |             |             |             | Não avançou                                         | Não avançou       |
| Iryna Charnushenka-Stasiuk                                                     | Salto em distância    | 6,48 m                                                   | 18º          |             |             |             |             | Não avançou                                         | Não avançou       |
| Kseniya Pryiemka                                                               | Salto triplo          | 13,08 m                                                  | 31º          |             |             |             |             | Não avançou                                         | Não avançou       |
| Nadzeya Ostapchuk                                                              | Arremesso de peso     | 19,08 m                                                  | 6º           |             |             |             |             | 19,86 m                                             | Medalha de bronze |
| Natallia Mikhnevich                                                            | Arremesso de peso     | 19,11 m                                                  | 4º           |             |             |             |             | 20,28 m                                             | Medalha de prata  |
| Yanina Karolchyk-Pravalinskaya                                                 | Arremesso de peso     | 17,79 m                                                  | 18º          |             |             |             |             | Não avançou                                         | Não avançou       |
| Iryna Yatchenko                                                                | Arremesso de disco    | 62,26 m                                                  | 3º           |             |             |             |             | 59,27 m                                             | 11º               |
| Ellina Zvereva                                                                 | Arremesso de disco    | 60,28 m                                                  | 12º          |             |             |             |             | 60,82 m                                             | 6º                |
| Hanna Mazgunova                                                                | Arremesso de disco    | 56,77 m                                                  | 29º          |             |             |             |             | Não avançou                                         | Não avançou       |
| Aksana Miankova                                                                | Arremesso de martelo  | 69,77 m                                                  | 11º          |             |             |             |             | 76,34 m (OR)                                        | Medalha de ouro   |
| Darya Pchelnik                                                                 | Arremesso de martelo  | 71,30 m                                                  | 8º           |             |             |             |             | 73,65 m                                             | 4º                |
| Maryia Smaliachkova                                                            | Arremesso de martelo  | 69,22 m                                                  | 13º          |             |             |             |             | Não avançou                                         | Não avançou       |
| Natallia Shymchuk                                                              | Lançamento de dardo   | 57,11 m                                                  | 23º          |             |             |             |             | Não avançou                                         | Não avançou       |
| Maryna Novik                                                                   | Lançamento de dardo   | 56,10 m                                                  | 31º          |             |             |             |             | Não avançou                                         | Não avançou       |
| Yana Maksimava                                                                 | Heptatlo              |                                                          |              |             |             |             |             | 4806 pts                                            | 34º               |

### Badminton
Feminino
| Atleta     | Evento  | Fase de 64                       | Fase de 32                        | Fase de 16                      | Quartas                | Semifinais             | Final                  | Final       |
| Atleta     | Evento  | Adversário e resultado           | Adversário e resultado            | Adversário e resultado          | Adversário e resultado | Adversário e resultado | Adversário e resultado | Posição     |
| ---------- | ------- | -------------------------------- | --------------------------------- | ------------------------------- | ---------------------- | ---------------------- | ---------------------- | ----------- |
| Olga Konon | Simples | SIN Xing A. V 2-0 (21-19; 21-12) | SLO M. Tvrdy V 2-0 (21-17; 21-14) | CHN Xie X. D 0-2 (16-21; 15-21) | Não avançou            | Não avançou            | Não avançou            | Não avançou |

### Basquetebol
Feminino
| Equipe | Fase de grupos                                                                                            | Fase de grupos | Quartas de final       | Semifinal              | Final                  | Pos. |
| Equipe | Adversário e resultado                                                                                    | Pos.           | Adversário e resultado | Adversário e resultado | Adversário e resultado | Pos. |
| --- | --- | -------------- | ---------------------- | ---------------------- | ---------------------- | ---- |
| Olga Masilionene Volha Padabed Sviatlana Volnaya Natallia Anufryienka Marina Kress Yelena Leuchanka Tatsiana Likhtarovich Natallia Marchanka Katsiaryna Snytsina Nataliya Trafimava Tatyana Troina Anastasiya Verameyenka | AUS Austrália D 64-83 LAT Letônia V 79-57 RUS Rússia D 65-71 KOR Coreia do Sul V 63-53 BRA Brasil D 53-68 | 3º (Gr. A)     | CHN China D 62-77      | Não avançou            | Não avançou            | 6º   |

### Boxe
| Atleta             | Evento           | Fase de 32                 | Fase de 16             | Quartas                | Semifinais             | Final                  |
| Atleta             | Evento           | Adversário e resultado     | Adversário e resultado | Adversário e resultado | Adversário e resultado | Adversário e resultado |
| ------------------ | ---------------- | -------------------------- | ---------------------- | ---------------------- | ---------------------- | ---------------------- |
| Khavazhi Khatsigov | Peso galo        | MDA V. Gojan D PTS 1:+1    | Não avançou            | Não avançou            | Não avançou            | Não avançou            |
| Mahamed Nurudzinau | Peso meio-médio  | ISV J. Jackson D PTS 2:4   | Não avançou            | Não avançou            | Não avançou            | Não avançou            |
| Ramazan Magamedau  | Peso meio-pesado | EGY R. Yasser D PTS 10:+10 | Não avançou            | Não avançou            | Não avançou            | Não avançou            |
| Viktar Zuyeu       | Peso pesado      |                            | ITA C. Russo D PTS 1:7 | Não avançou            | Não avançou            | Não avançou            |

### Canoagem de velocidade
Masculino
| Atleta                                                                | Evento     | Preliminar | Preliminar | Semifinais | Semifinais | Final    | Final             |
| Atleta                                                                | Evento     | Tempo      | Posição    | Tempo      | Posição    | Tempo    | Posição           |
| --------------------------------------------------------------------- | ---------- | ---------- | ---------- | ---------- | ---------- | -------- | ----------------- |
| Aliaksandr Zhukovski                                                  | C-1 500 m  | 1m48s669   | 1º QF      |            |            | 1m49s092 | 5º                |
| Aliaksandr Zhukovski                                                  | C-1 1000 m | 4m01s380   | 4º QS      | 3m58s851   | 3º QF      | 3m55s645 | 5º                |
| Andrei Bahdanovich Aliaksandr Bahdanovich                             | C-2 500 m  | 1m41s767   | 2º QF      |            |            | 1m41s996 | 4º                |
| Andrei Bahdanovich Aliaksandr Bahdanovich                             | C-2 1000 m | 3m40s369   | 1º QF      |            |            | 3m36s365 | Medalha de ouro   |
| Raman Piatrushenka Vadzim Makhneu                                     | K-2 500 m  | 1m28s661   | 1º QF      |            |            | 1m30s005 | Medalha de bronze |
| Raman Piatrushenka Aliaksei Abalmasau Artur Litvinchuk Vadzim Makhneu | K-2 500 m  | 2m58s825   | 3º QF      |            |            | 2m55s714 | Medalha de ouro   |

Feminino
| Atleta              | Evento    | Preliminar | Preliminar | Semifinais  | Semifinais  | Final       | Final       |
| Atleta              | Evento    | Tempo      | Posição    | Tempo       | Posição     | Tempo       | Posição     |
| ------------------- | --------- | ---------- | ---------- | ----------- | ----------- | ----------- | ----------- |
| Tatsiana Fedarovich | K-1 500 m | 1m57s881   | 8º         | Não avançou | Não avançou | Não avançou | Não avançou |

### Ciclismo de estrada
Masculino
| Atleta               | Evento             | Final               | Final   |
| Atleta               | Evento             | Tempo               | Posição |
| -------------------- | ------------------ | ------------------- | ------- |
| Kanstantsin Siutsou  | Corrida em estrada | 6h26m17s (+ 2m28s)  | 32º     |
| Aleksandr Kuschynski | Corrida em estrada | 6h39m42s (+ 15m53s) | 72º     |
| Aliaksandr Usau      | Corrida em estrada | 6h49m59s (+ 26m10s) | 82º     |
| Vasil Kiryienka      | Contra o relógio   | 1h06m12s (+ 4m01s)  | 20º     |

### Ciclismo de pista
Masculino
| Atleta          | Evento             | Pontos/Voltas | Posição |
| --------------- | ------------------ | ------------- | ------- |
| Vasil Kiryienka | Corrida por pontos | 14/1 = 34pts  | 5º      |

Feminino
| Atleta               | Prova      | Qualificação            | Qualificação | 1ª Ronda                | 1ª Ronda                              | Quartas                        | Semifinal                                                                  | Final                  | Final |
| Atleta               | Prova      | Tempo Vel. média (km/h) | Pos.         | Adversário e resultado  | Repescagem                            | Adversário e resultado         | Adversário e resultado                                                     | Adversário e resultado | Pos.  |
| -------------------- | ---------- | ----------------------- | ------------ | ----------------------- | ------------------------------------- | ------------------------------ | -------------------------------------------------------------------------- | ---------------------- | ----- |
| Natallia Tsylinskaya | Velocidade | 11.372 65,313 km/h      | 7º           | FRA C. Sanchez D 11.607 | CUB L. Guerra JPN S. Tsukuda V 11.871 | CHN Shuang G. D 11.501, 11.627 | Classificação 5º-8º FRA C. Sanchez USA J. Reed LTU S. Krupeckaite D 12.274 | Não avançou            | 6º    |

### Esgrima
Masculino
| Atleta                                             | Evento            | Fase de 64              | Fase de 32             | Fase de 16             | Quartas de final       | Semifinais                                  | Final                                   |
| Atleta                                             | Evento            | Adversário e resultado  | Adversário e resultado | Adversário e resultado | Adversário e resultado | Adversário e resultado                      | Adversário e resultado                  |
| -------------------------------------------------- | ----------------- | ----------------------- | ---------------------- | ---------------------- | ---------------------- | ------------------------------------------- | --------------------------------------- |
| Aliaksandr Buikevich                               | Sabre individual  | RUS A. Yakimenko V 15-9 | GER N. Limbach V 15-14 | ROU M. Covaliu D 13-15 | Não avançou            | Não avançou                                 | Não avançou                             |
| Dmitri Lapkes                                      | Sabre individual  |                         | KOR Oh E-S D 8-15      | Não avançou            | Não avançou            | Não avançou                                 | Não avançou                             |
| Valery Pryiemka                                    | Sabre individual  | EGY S. Talaat V 15-7    | ROU M. Covaliu D 9-15  | Não avançou            | Não avançou            | Não avançou                                 | Não avançou                             |
| Aliaksandr Buikevich Dmitri Lapkes Valery Pryiemka | Sabre por equipes |                         |                        | ITA Itália D 39-45     |                        | Classificação 5º-8º lugar EGY Egito V 45-22 | Disputa pelo 5º lugar CHN China V 45-39 |

### Ginástica artística
Masculino
| Atleta                                                                                              | Evento           | Aparelho | Aparelho | Aparelho       | Aparelho | Aparelho       | Aparelho  | Qualificação | Qualificação | Final       | Final       |
| Atleta                                                                                              | Evento           | Salto    | Solo     | Cav. com alças | Argolas  | Bar. paralelas | Bar. fixa | Total        | Pos.         | Total       | Pos.        |
| --------------------------------------------------------------------------------------------------- | ---------------- | -------- | -------- | -------------- | -------- | -------------- | --------- | ------------ | ------------ | ----------- | ----------- |
| Dmitry Kasperovich                                                                                  | Individual geral | 16,587   | 14,675   |                | 15,275   | 15,525         | 14,250    | 76,225       | 47º          | Não avançou | Não avançou |
| Dmitry Kasperovich                                                                                  | Salto            |          |          |                |          |                |           | 16,587       | 4º           | 16,050      | 6º          |
| Alexei Ignatovich                                                                                   | Individual geral | 0,000    |          | 15,075         | 0,000    |                | 13,000    | 28,075       | 92º          | Não avançou | Não avançou |
| Ivan Kozlov                                                                                         | Individual geral | 15,275   | 14,025   | 12,675         | 14,925   | 0,000          |           | 56,900       | 70º          | Não avançou | Não avançou |
| Denis Savenkov                                                                                      | Individual geral | 15,675   | 14,525   | 13,525         | 13,750   | 14,800         | 14,750    | 87,025       | 33º          | Não avançou | Não avançou |
| Dmitry Savitsky                                                                                     | Individual geral | 16,300   | 14,375   | 14,525         | 15,175   | 15,700         | 14,575    | 90,650       | 12º          | 82,175      | 23º         |
| Alexander Tsarevich                                                                                 | Individual geral |          | 14,300   | 14,450         |          | 15,175         | 14,850    | 58,775       | 68º          | Não avançou | Não avançou |
| Alexei Ignatovich Dmitry Kasperovich Ivan Kozlov Denis Savenkov Dmitry Savitsky Alexander Tsarevich | Equipes          | 63,750   | 57,875   | 57,575         | 59,125   | 61,200         | 58,425    | 375,950      | 10º          | Não avançou | Não avançou |

Feminino
| Atleta                   | Evento           | Aparelho | Aparelho | Aparelho          | Aparelho | Qualificação | Qualificação | Final       | Final       |
| Atleta                   | Evento           | Salto    | Solo     | Bar. assimétricas | Trave    | Total        | Pos.         | Total       | Pos.        |
| ------------------------ | ---------------- | -------- | -------- | ----------------- | -------- | ------------ | ------------ | ----------- | ----------- |
| Anastasia Marachkovskaya | Individual geral | 15,275   | 14,025   | 12,200            | 16,600   | 55,100       | 48º          | Não avançou | Não avançou |

### Ginástica rítmica
| Atleta             | Evento     | Qualificatória | Qualificatória | Qualificatória | Qualificatória | Qualificatória | Qualificatória | Final       | Final       | Final       | Final       | Final       | Final            |
| Atleta             | Evento     | Arco           | Corda          | Maças          | Fita           | Total          | Posição        | Arco        | Corda       | Maças       | Fita        | Total       | Posição          |
| ------------------ | ---------- | -------------- | -------------- | -------------- | -------------- | -------------- | -------------- | ----------- | ----------- | ----------- | ----------- | ----------- | ---------------- |
| Inna Zhukova       | Individual | 17,850         | 18,375         | 17,300         | 17,425         | 70,950         | 4º             | 18,125      | 18,125      | 17,850      | 17,825      | 71,925      | Medalha de prata |
| Lyubov Cherkashina | Individual | 16,700         | 15,975         | 16,375         | 15,825         | 64,875         | 15º            | Não avançou | Não avançou | Não avançou | Não avançou | Não avançou | Não avançou      |

| Atleta | Evento  | Qualificatória | Qualificatória    | Qualificatória | Qualificatória | Final    | Final             | Final  | Final             |
| Atleta | Evento  | 5 cordas       | 3 arcos e 2 maças | Total          | Posição        | 5 cordas | 3 arcos e 2 maças | Total  | Posição           |
| --- | ------- | -------------- | ----------------- | -------------- | -------------- | -------- | ----------------- | ------ | ----------------- |
| Olesya Babushkina Anastasia Ivankova Ksenia Sankovich Zinaida Lunina Glafira Martinovich Alina Tumilovich | Equipes | 17,525         | 17,425            | 34,950         | 1º             | 17,625   | 17,275            | 34,900 | Medalha de bronze |

### Ginástica de trampolim
Masculino
| Atleta        | Prova      | Eliminatórias | Eliminatórias | Final  | Final |
| Atleta        | Prova      | Pontos        | Pos.          | Pontos | Pos.  |
| ------------- | ---------- | ------------- | ------------- | ------ | ----- |
| Mikalai Kazak | Individual | 69,70         | 8º            | 38,10  | 8º    |

Feminino
| Atleta             | Prova      | Eliminatórias | Eliminatórias | Final       | Final       |
| Atleta             | Prova      | Pontos        | Pos.          | Pontos      | Pos.        |
| ------------------ | ---------- | ------------- | ------------- | ----------- | ----------- |
| Tatsiana Piatrenia | Individual | 63,80         | 9º            | Não avançou | Não avançou |

### Halterofilismo
Masculino
| Atleta              | Evento  | Arranque (kg) | Arremesso (kg) | Total (kg)    | Posição          |
| ------------------- | ------- | ------------- | -------------- | ------------- | ---------------- |
| Vitali Dzerbianiou  | -56 kg  | 127,0         | -              | Não completou | Não completou    |
| Henadzy Makhveyenia | -62 kg  | 128,0         | 150,0          | 278,0         | 10º              |
| Siarhei Lahun       | -77 kg  | 157,0         | 192,0          | 349,0         | 10º              |
| Andrey Rybakov      | -85 kg  | 185,0 (OR)    | 209,0          | 394,0 (=WR)   | Medalha de prata |
| Vadzim Straltsou    | -85 kg  | Não completou | Não completou  | Não completou | Não completou    |
| Andrei Aramnau      | -105 kg | 200,0 (WR)    | 236,0 (OR)     | 436,0 (WR)    | Medalha de ouro  |

Feminino
| Atleta             | Evento | Arranque (kg) | Arremesso (kg) | Total (kg) | Posição           |
| ------------------ | ------ | ------------- | -------------- | ---------- | ----------------- |
| Nastassia Novikava | -53 kg | 95,0          | 118,0          | 213,0      | Medalha de bronze |
| Hanna Batsiushka   | -69 kg | 105,0         | 120,0          | 225,0      | 7º                |
| Iryna Kulesha      | -75 kg | 118,0         | 137,0          | 255,0      | 4º                |
| Yuliya Novakovich  | -75 kg | 110,0         | 127,0          | 237,0      | 10º               |

### Hipismo
Adestramento
| Atleta    | Cavalo  | Prova      | Ronda 1 | Ronda 1 | Ronda 2     | Ronda 2     | Final       | Final       | Final        | Final       |
| Atleta    | Cavalo  | Prova      | Pontos  | Pos.    | Pontos      | Pos.        | Pontos      | Pos.        | Total Pontos | Pos.        |
| --------- | ------- | ---------- | ------- | ------- | ----------- | ----------- | ----------- | ----------- | ------------ | ----------- |
| Iryna Lis | Redford | Individual | 63,500  | 30º     | Não avançou | Não avançou | Não avançou | Não avançou | Não avançou  | Não avançou |

CCE
| Atleta               | Cavalo   | Evento     | Adestramento | Adestramento | Cross-country | Cross-country | Cross-country | Salto        | Salto        | Salto        | Salto       | Total  | Total   |
| Atleta               | Cavalo   | Evento     | Adestramento | Adestramento | Cross-country | Cross-country | Cross-country | Qualificação | Qualificação | Qualificação | Final       | Total  | Total   |
| Atleta               | Cavalo   | Evento     | Pen.         | Posição      | Pen.          | Total         | Posição       | Pen.         | Total        | Posição      | Pen.        | Pen.   | Posição |
| -------------------- | -------- | ---------- | ------------ | ------------ | ------------- | ------------- | ------------- | ------------ | ------------ | ------------ | ----------- | ------ | ------- |
| Viachaslau Poita     | Energiya | Individual | 59,10        | 56º          | 55,60         | 114,70        | 58º           | 31,00        | 145,70       | 53º          | Não avançou | 145,70 | 54º     |
| Alena Tseliapuhskina | Passat   | Individual | 77,40        | 67º          | 59,60         | 137,00        | 59º           | 30,00        | 167,30       | 53º          | Não avançou | 167,30 | 55º     |

### Judô
Masculino
| Atleta             | Evento  | Preliminares             | Fase de 32                 | Fase de 16                  | Quartas                    | Semifinais             | Repescagem                     | Repescagem                | Repescagem                | Final                  | Final       |
| Atleta             | Evento  | Preliminares             | Fase de 32                 | Fase de 16                  | Quartas                    | Semifinais             | 1ª fase                        | Quartas                   | Semifinais                | Final                  | Final       |
| Atleta             | Evento  | Adversário e resultado   | Adversário e resultado     | Adversário e resultado      | Adversário e resultado     | Adversário e resultado | Adversário e resultado         | Adversário e resultado    | Adversário e resultado    | Adversário e resultado | Pos.        |
| ------------------ | ------- | ------------------------ | -------------------------- | --------------------------- | -------------------------- | ---------------------- | ------------------------------ | ------------------------- | ------------------------- | ---------------------- | ----------- |
| Konstantin Semenov | -73 kg  |                          | ALG A. Meridja V 0102-0010 | AZE E. Mammadli D 0001-1001 |                            |                        | BEL D. van Tichelt D 0020-1021 | Não avançou               | Não avançou               | Não avançou            | Não avançou |
| Siarhei Shundzikau | -81 kg  |                          | KOR Kim J-B. D 0000-0011   |                             |                            |                        | POL R. Krawczyk D 0010-1011    | Não avançou               | Não avançou               | Não avançou            | Não avançou |
| Andrei Kazusionak  | -90 kg  |                          | IRI H. Ghomi V 1110-0000   | JPN H. Izumi V 1000-0000    | RUS I. Pershin D 0000-1010 |                        |                                | ARG D. Rosati V 1000-0000 | EGY H. Mesbah D 0001-1001 | Não avançou            | Não avançou |
| Yury Rybak         | +100 kg | SLO M. Ceraj V 1000-0000 | IRI M. Roudaki D 0001-1001 | Não avançou                 | Não avançou                | Não avançou            | Não avançou                    | Não avançou               | Não avançou               | Não avançou            | Não avançou |

### Lutas
Greco-romana masculino
| Atleta             | Evento  | Preliminar                  | Oitavas de final                 | Quartas de final                 | Semifinal                    | Repescagem 1ª rodada   | Repescagem 2ª rodada        | Final                                                  | Final             |
| Atleta             | Evento  | Adversário e resultado      | Adversário e resultado           | Adversário e resultado           | Adversário e resultado       | Adversário e resultado | Adversário e resultado      | Adversário e resultado                                 | Pos.              |
| ------------------ | ------- | --------------------------- | -------------------------------- | -------------------------------- | ---------------------------- | ---------------------- | --------------------------- | ------------------------------------------------------ | ----------------- |
| Yury Dubinin       | -60 kg  |                             | KOR Jung J-H. D 0-3, 0-6         | Não avançou                      | Não avançou                  | Não avançou            | Não avançou                 | Não avançou                                            | Não avançou       |
| Mikhail Siamionau  | -66 kg  | LTU A. Kazakevič V 1-1, 1-1 | IRI A. Mohammadi V 2-0, 0-4, 1-1 | FRA S. Guenot D 1-2, 1-1         |                              |                        | CUB A. Milián V 1-1, 3-1    | Disputa pelo bronze KAZ D. Bayakhmetov V 2-0, 1-1, 1-1 | Medalha de bronze |
| Aleh Mikhalovich   | -74 kg  |                             | POL J. Kwit V 3-1, 0-3, 3-2      | KAZ R. Melyoshin V 1-1, 1-1, 2-1 | CHN Chang Y. D 6-0, 0-4, 1-2 |                        |                             | Disputa pelo bronze BUL Y. Yanakiev D 3-0, 0-2, 0-2    | 5º                |
| Siarhei Artsiukhin | -120 kg |                             | CUB M. López D 0-3, 1-2          |                                  |                              |                        | ARM Y. Patrikeev D 0-2, 1-1 | Não avançou                                            | Não avançou       |

Livre masculino
| Atleta          | Evento | Preliminar              | Oitavas de final                      | Quartas de final                | Semifinal                | Repescagem 1ª rodada   | Repescagem 2ª rodada         | Final                                        | Final             |
| Atleta          | Evento | Adversário e resultado  | Adversário e resultado                | Adversário e resultado          | Adversário e resultado   | Adversário e resultado | Adversário e resultado       | Adversário e resultado                       | Pos.              |
| --------------- | ------ | ----------------------- | ------------------------------------- | ------------------------------- | ------------------------ | ---------------------- | ---------------------------- | -------------------------------------------- | ----------------- |
| Rizvan Gadzhiev | -55 kg | CUB M. Pérez V 7-0, 6-0 | UZB D. Mansurov D 1-0, 0-1, 0-1       | Não avançou                     | Não avançou              | Não avançou            | Não avançou                  | Não avançou                                  | Não avançou       |
| Albert Batyrov  | -66 kg |                         | PRK Yang C-S. V 1-0, 5-3              | UKR A. Stadnik D 4-1, 1-4, 0-3  |                          |                        | IND S. Kumar D 0-1, 4-0, 0-7 | Não avançou                                  | Não avançou       |
| Murad Gaidarov  | -74 kg |                         | AZE C. Chamsulvarayev V 0-4, 2-0, 1-0 | GEO G. Saghirashvili V 1-0, 1-0 | UZB S. Tigiev D 0-1, 0-1 |                        |                              | Disputa pelo bronze ROU G. Ştefan V 2-1, 3-1 | Medalha de bronze |

Livre feminino
| Atleta         | Evento | Preliminar             | Oitavas de final                | Quartas de final       | Semifinal              | Repescagem 1ª rodada   | Repescagem 2ª rodada   | Final                  | Final       |
| Atleta         | Evento | Adversário e resultado | Adversário e resultado          | Adversário e resultado | Adversário e resultado | Adversário e resultado | Adversário e resultado | Adversário e resultado | Pos.        |
| -------------- | ------ | ---------------------- | ------------------------------- | ---------------------- | ---------------------- | ---------------------- | ---------------------- | ---------------------- | ----------- |
| Alena Filipova | -55 kg |                        | KAZ O. Smirnova D 3-2, 0-3, 2-4 | Não avançou            | Não avançou            | Não avançou            | Não avançou            | Não avançou            | Não avançou |
| Olga Khilko    | -63 kg |                        | POL M. Michalik D 1-0, 0-1, F   | Não avançou            | Não avançou            | Não avançou            | Não avançou            | Não avançou            | Não avançou |

### Nado sincronizado
| Atletas                              | Evento | Rotina técnica | Rotina técnica | Rotina livre | Rotina livre | Rotina livre | Rotina livre | Rotina livre - Final | Rotina livre - Final | Rotina livre - Final | Rotina livre - Final |
| Atletas                              | Evento | Pontos         | Posição        | Pontos       | Posição      | Total        | Posição      | Pontos               | Posição              | Total                | Posição              |
| ------------------------------------ | ------ | -------------- | -------------- | ------------ | ------------ | ------------ | ------------ | -------------------- | -------------------- | -------------------- | -------------------- |
| Katsiaryna Kulpo Nastassia Parfenava | Dueto  | 42,667         | 17º            | 42,667       | 19º          | 85,334       | 17º          | Não avançou          | Não avançou          | Não avançou          | Não avançou          |

### Pentatlo moderno
Masculino
| Atleta         | Evento     | Tiro   | Tiro | Esgrima  | Esgrima | Natação | Natação | Hipismo | Hipismo | Corrida | Corrida | Total | Posição |
| Atleta         | Evento     | Pontos | PPM  | Vitórias | PPM     | Tempo   | PPM     | Pontos  | PPM     | Tempo   | PPM     | PPM   | Posição |
| -------------- | ---------- | ------ | ---- | -------- | ------- | ------- | ------- | ------- | ------- | ------- | ------- | ----- | ------- |
| Yahor Lapo     | Individual | 178    | 1072 | 17       | 808     | 2m05s62 | 1296    | DNF     | 0       | 9m41s17 | 1076    | 4252  | 35º     |
| Dmitry Meliakh | Individual | 186    | 1168 | 11       | 664     | 2m03s03 | 1324    | 68,47   | 1116    | 9m41s97 | 1076    | 5348  | 12º     |

Feminino
| Atleta               | Evento     | Tiro   | Tiro | Esgrima  | Esgrima | Natação | Natação | Hipismo | Hipismo | Corrida   | Corrida | Total | Posição |
| Atleta               | Evento     | Pontos | PPM  | Vitórias | PPM     | Tempo   | PPM     | Pontos  | PPM     | Tempo     | PPM     | PPM   | Posição |
| -------------------- | ---------- | ------ | ---- | -------- | ------- | ------- | ------- | ------- | ------- | --------- | ------- | ----- | ------- |
| Anna Arkhipenka      | Individual | 180    | 1096 | 16       | 784     | 2m27s06 | 1156    | 66,24   | 1144    | 10 m53s23 | 1108    | 5288  | 22º     |
| Anastasia Samusevich | Individual | 187    | 1180 | 19       | 856     | 2m29s64 | 1128    | 67,60   | 1172    | 10 m04s46 | 1304    | 5640  | 4º      |

Legenda: PPM = Pontos de Pentatlo moderno

### Remo
Masculino
| Equipe                                                                | Evento          | Eliminatórias | Eliminatórias | Repescagem | Repescagem | Quartas | Quartas | Semifinal | Semifinal | Final   | Final                |
| Equipe                                                                | Evento          | Tempo         | Posição       | Tempo      | Posição    | Tempo   | Posição | Tempo     | Posição   | Tempo   | Posição (Pos. final) |
| --------------------------------------------------------------------- | --------------- | ------------- | ------------- | ---------- | ---------- | ------- | ------- | --------- | --------- | ------- | -------------------- |
| Dzianis Mihal Stanislau Shcharbachenia                                | Skiff duplo     | 6m27s18       | 2º S A/B      |            |            |         |         | 6m32s76   | 6º FB     | 6m34s39 | 1º (7º)              |
| Kiryl Lemiashkevich Aliaksandr Novikau Pavel Shurmei Valery Radzevich | Skiff quádruplo | 5m43s73       | 3º S A/B      |            |            |         |         | 6m06s80   | 6º FB     | 5m50s74 | 5º (11º)             |
| Andrei Dzemyanenka Vadzim Lialin Yauheni Nosau Aliaksandr Kazubouski  | Quatro sem      | 6m12s63       | 5º R          | 6m00s44    | 3º S A/B   |         |         | 6m02s79   | 5º FB     | 6m12s54 | 6º (12º)             |

Feminino
| Equipe                        | Evento        | Eliminatórias | Eliminatórias | Repescagem | Repescagem | Quartas | Quartas  | Semifinal | Semifinal | Final   | Final                |
| Equipe                        | Evento        | Tempo         | Posição       | Tempo      | Posição    | Tempo   | Posição  | Tempo     | Posição   | Tempo   | Posição (Pos. final) |
| ----------------------------- | ------------- | ------------- | ------------- | ---------- | ---------- | ------- | -------- | --------- | --------- | ------- | -------------------- |
| Ekaterina Karsten             | Skiff simples | 7m40s03       | 1º Q          |            |            | 7m25s74 | 1º S A/B | 7m32s86   | 1º FA     | 7m23s98 | Medalha de bronze    |
| Yuliya Bichyk Natallia Helakh | Dois sem      | 7m24s47       | 1º FA         |            |            |         |          |           |           | 7m22s91 | Medalha de bronze    |

### Saltos ornamentais
Masculino
| Atletas             | Evento                     | Preliminares | Preliminares | Semifinal   | Semifinal   | Final       | Final       |
| Atletas             | Evento                     | Pontos       | Posição      | Pontos      | Posição     | Pontos      | Posição     |
| ------------------- | -------------------------- | ------------ | ------------ | ----------- | ----------- | ----------- | ----------- |
| Sergei Kuchmasov    | Trampolim 3 m individual   | 399,40       | 25º          | Não avançou | Não avançou | Não avançou | Não avançou |
| Vadim Kaptur        | Plataforma 10 m individual | 432,90       | 13º          | 420,55      | 14º         | Não avançou | Não avançou |
| Aliaksandr Varlamau | Plataforma 10 m individual | 406,60       | 21º          | Não avançou | Não avançou | Não avançou | Não avançou |

Feminino
| Atletas          | Evento                   | Preliminares | Preliminares | Semifinal   | Semifinal   | Final       | Final       |
| Atletas          | Evento                   | Pontos       | Posição      | Pontos      | Posição     | Pontos      | Posição     |
| ---------------- | ------------------------ | ------------ | ------------ | ----------- | ----------- | ----------- | ----------- |
| Darya Romenskaya | Trampolim 3 m individual | 207,00       | 29º          | Não avançou | Não avançou | Não avançou | Não avançou |

### Tênis
Masculino
| Atleta     | Evento  | Fase de 64               | Fase de 32             | Fase de 16             | Quartas                | Semifinais             | Final                  | Final       |
| Atleta     | Evento  | Adversário e resultado   | Adversário e resultado | Adversário e resultado | Adversário e resultado | Adversário e resultado | Adversário e resultado | Posição     |
| ---------- | ------- | ------------------------ | ---------------------- | ---------------------- | ---------------------- | ---------------------- | ---------------------- | ----------- |
| Max Mirnyi | Simples | GER N. Kiefer D 3-6, 1-6 | Não avançou            | Não avançou            | Não avançou            | Não avançou            | Não avançou            | Não avançou |

Feminino
| Atleta                             | Evento  | Fase de 64                        | Fase de 32                        | Fase de 16                                   | Quartas                | Semifinais             | Final                  | Final       |
| Atleta                             | Evento  | Adversário e resultado            | Adversário e resultado            | Adversário e resultado                       | Adversário e resultado | Adversário e resultado | Adversário e resultado | Posição     |
| ---------------------------------- | ------- | --------------------------------- | --------------------------------- | -------------------------------------------- | ---------------------- | ---------------------- | ---------------------- | ----------- |
| Victoria Azarenka                  | Simples | UKR T. Perebiynis V 6-4, 5-7, 6-4 | AUS C. Dellacqua V 6-2, 6-2       | USA V. Williams D 3-6, 2-6                   | Não avançou            | Não avançou            | Não avançou            | Não avançou |
| Olga Govortsova                    | Simples | USA S. Williams D 3-6, 1-6        | Não avançou                       | Não avançou                                  | Não avançou            | Não avançou            | Não avançou            | Não avançou |
| Victoria Azarenka Tatiana Poutchek | Duplas  |                                   | EST M. Ani - K. Kanepi V 6-2, 6-2 | USA L. Davenport - L. Huber D 4-6, 6-4, 3-6  | Não avançou            | Não avançou            | Não avançou            | Não avançou |
| Olga Govortsova Darya Kustova      | Duplas  |                                   | CHN Peng S. - Sun T. V 7-6, 7-6   | UKR A. Bondarenko - K. Bondarenko D 3-6, 1-6 | Não avançou            | Não avançou            | Não avançou            | Não avançou |

### Tênis de mesa
Masculino
| Atleta(s)         | Evento     | Preliminar             | 1ª etapa               | 2ª etapa               | 3ª etapa                                   | 4ª etapa                                                          | Quartas                | Semifinais             | Final                  |
| Atleta(s)         | Evento     | Adversário e resultado | Adversário e resultado | Adversário e resultado | Adversário e resultado                     | Adversário e resultado                                            | Adversário e resultado | Adversário e resultado | Adversário e resultado |
| ----------------- | ---------- | ---------------------- | ---------------------- | ---------------------- | ------------------------------------------ | ----------------------------------------------------------------- | ---------------------- | ---------------------- | ---------------------- |
| Vladimir Samsonov | Individual |                        |                        |                        | GER C. Süß V 4-0 (15-13, 11-6, 11-9, 11-4) | SWE J. Persson D 3-4 (11-7, 11-8, 9-11, 13-11, 7-11, 10-12, 9-11) | Não avançou            | Não avançou            | Não avançou            |

Feminino
| Atleta(s)          | Evento     | Preliminar             | 1ª etapa                                                   | 2ª etapa                                              | 3ª etapa                                    | 4ª etapa               | Quartas                | Semifinais             | Final                  |
| Atleta(s)          | Evento     | Adversário e resultado | Adversário e resultado                                     | Adversário e resultado                                | Adversário e resultado                      | Adversário e resultado | Adversário e resultado | Adversário e resultado | Adversário e resultado |
| ------------------ | ---------- | ---------------------- | ---------------------------------------------------------- | ----------------------------------------------------- | ------------------------------------------- | ---------------------- | ---------------------- | ---------------------- | ---------------------- |
| Tatyana Kostromina | Individual |                        | CAN Zhang M. V 4-0 (11-2, 11-7, 12-10, 11-1)               | POL Li Q. V 4-2 (11-7, 11-9, 11-6, 5-11, 9-11, 12-10) | HKG Lin L. D 0-4 (6-11, 3-11, 6-11, 8-11)   | Não avançou            | Não avançou            | Não avançou            | Não avançou            |
| Veronika Pavlovich | Individual |                        | CZE D. Hadačová D 2-4 (11-7, 7-11, 9-11, 11-5, 9-11, 6-11) | Não avançou                                           | Não avançou                                 | Não avançou            | Não avançou            | Não avançou            | Não avançou            |
| Viktoria Pavlovich | Individual |                        |                                                            | ROU E. Samara V 4-1 (3-11, 11-8, 11-8, 11-7, 12-10)   | CHN Zhang Y. D 0-4 (7-11, 2-11, 7-11, 5-11) | Não avançou            | Não avançou            | Não avançou            | Não avançou            |

### Tiro
Masculino
| Atleta               | Evento                 | Qualificação | Qualificação | Final       | Final       | Posição |
| Atleta               | Evento                 | Placar       | Posição      | Placar      | Total       | Posição |
| -------------------- | ---------------------- | ------------ | ------------ | ----------- | ----------- | ------- |
| Vitali Bubnovich     | Carabina de ar 10 m    | 592          | 18º          | Não avançou | Não avançou | 18º     |
| Vitali Bubnovich     | Carabina três posições | 1161         | 29º          | Não avançou | Não avançou | 29º     |
| Sergei Martynov      | Carabina três posições | 1156         | 34º          | Não avançou | Não avançou | 34º     |
| Sergei Martynov      | Carabina deitado 50 m  | 595          | 6º           | 103,3       | 698,3       | 8º      |
| Petr Litvinchuk      | Carabina deitado 50 m  | 593          | 17º          | Não avançou | Não avançou | 17º     |
| Yury Dauhapolau      | Pistola de ar 10 m     | 577          | 22º          | Não avançou | Não avançou | 22º     |
| Yury Dauhapolau      | Pistola livre 50 m     | 558          | 12º          | Não avançou | Não avançou | 12º     |
| Kanstantin Lukashyk  | Pistola de ar 10 m     | 575          | 27º          | Não avançou | Não avançou | 27º     |
| Kanstantin Lukashyk  | Pistola livre 50 m     | 558          | 11º          | Não avançou | Não avançou | 11º     |
| Andrei Gerachtchenko | Skeet                  | 109          | 34º          | Não avançou | Não avançou | 34º     |

Feminino
| Atleta              | Evento             | Qualificação | Qualificação | Final       | Final       | Posição |
| Atleta              | Evento             | Placar       | Posição      | Placar      | Total       | Posição |
| ------------------- | ------------------ | ------------ | ------------ | ----------- | ----------- | ------- |
| Viktoria Chaika     | Pistola de ar 10 m | 384          | 5º           | 98          | 482         | 4º      |
| Viktoria Chaika     | Pistola livre 25 m | 581          | 13º          | Não avançou | Não avançou | 13º     |
| Zhanna Shapialevich | Pistola de ar 10 m | 368          | 42º          | Não avançou | Não avançou | 42º     |
| Zhanna Shapialevich | Pistola livre 25 m | 569          | 38º          | Não avançou | Não avançou | 38º     |

### Tiro com arco
Masculino
| Atleta      | Evento     | Fase de Ranking | Fase de Ranking | Fase de 64                          | Fase de 32                 | Oitavas                  | Quartas                | Semifinais             | Final                  | Final       |
| Atleta      | Evento     | Placar          | Chave           | Adversário e resultado              | Adversário e resultado     | Adversário e resultado   | Adversário e resultado | Adversário e resultado | Adversário e resultado | Posição     |
| ----------- | ---------- | --------------- | --------------- | ----------------------------------- | -------------------------- | ------------------------ | ---------------------- | ---------------------- | ---------------------- | ----------- |
| Maxim Kunda | Individual | 646             | 48º             | JPN T. Furukawa V 111 (19)-111 (18) | SWE M. Petersson V 112-110 | MEX J. Serrano D 106-110 | Não avançou            | Não avançou            | Não avançou            | Não avançou |

Feminino
| Atleta            | Evento     | Fase de Ranking | Fase de Ranking | Fase de 64               | Fase de 32             | Oitavas                | Quartas                | Semifinais             | Final                  | Final       |
| Atleta            | Evento     | Placar          | Chave           | Adversário e resultado   | Adversário e resultado | Adversário e resultado | Adversário e resultado | Adversário e resultado | Adversário e resultado | Posição     |
| ----------------- | ---------- | --------------- | --------------- | ------------------------ | ---------------------- | ---------------------- | ---------------------- | ---------------------- | ---------------------- | ----------- |
| Katsiarina Muliuk | Individual | 616             | 47º             | COL N. Sánchez V 104-101 | CHN Chen L. D 105-106  | Não avançou            | Não avançou            | Não avançou            | Não avançou            | Não avançou |

### Vela
Masculino
| Atleta                          | Evento | Regata | Regata | Regata | Regata | Regata | Regata | Regata | Regata | Regata | Regata | Regata  | Pontos | Posição |
| Atleta                          | Evento | 1      | 2      | 3      | 4      | 5      | 6      | 7      | 8      | 9      | 10     | M       | Pontos | Posição |
| ------------------------------- | ------ | ------ | ------ | ------ | ------ | ------ | ------ | ------ | ------ | ------ | ------ | ------- | ------ | ------- |
| Mikalai Zhukavets               | RS:X   | 27     | 23     | 26     | 24     | 29     | 21     | 32     | 26     | 26     | 27     | Não av. | 229    | 28º     |
| Sergei Desukevich Pavel Logunov | 470    | 29     | 27     | 16     | 26     | 16     | 2      | 12     | 17     | 16     | 27     | Não av. | 159    | 21º     |

Feminino
| Atleta               | Evento       | Regata | Regata | Regata | Regata | Regata | Regata | Regata | Regata | Regata | Regata | Regata  | Pontos | Posição |
| Atleta               | Evento       | 1      | 2      | 3      | 4      | 5      | 6      | 7      | 8      | 9      | 10     | M       | Pontos | Posição |
| -------------------- | ------------ | ------ | ------ | ------ | ------ | ------ | ------ | ------ | ------ | ------ | ------ | ------- | ------ | ------- |
| Tatiana Drozdovskaya | Laser Radial | 12     | 24     | 17     | 17     | 10     | 22     | 11     | 15     | 26     |        | Não av. | 119    | 20º     |

### Remo
| S | Classificado(a) para as semifinais |    |                        | FA | Final A (disputa de medalhas) |  |  | FD | Final D (sem medalhas) |
| Q | Classificado(a) para as quartas    | FB | Final B (sem medalhas) | FE | Final E (sem medalhas)        |  |  |    |                        |
| R | Classificado(a) para a repescagem  | FC | Final C (sem medalhas) | FF | Final F (sem medalhas)        |  |  |    |                        |

### Vela
| M   | Regata da Medalha da qual só participam os dez primeiros colocados das regatas anteriores  |  |  | CAN | Regata cancelada |
| BFD | Desclassificado por bandeira preta (Black Flag Disqualified)                               |  |  |     |                  |
| UFD | Desclassificado por bandeira "U" (U Flag Disqualified)                                     |  |  |     |                  |
| OCS | Largada queimada (On the Course Side of the starting line)                                 |  |  |     |                  |
| DNE | Desclassificação sem eliminação (infração a um item do regulamento da prova – Did Not End) |  |  |     |                  |